# Wolf-Dietrich Beecken

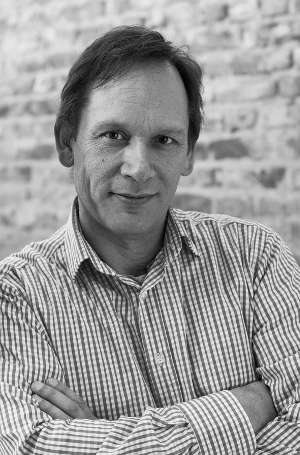
Wolf-Dietrich Beecken (2013)

Wolf-Dietrich Beecken (* 1964 in Hamburg) ist ein deutscher Urologe und Onkologe.

## Leben
Nach Schule und Militärdienst studierte Beecken in Hamburg, San Francisco und Zürich. Er absolvierte eine Facharztausbildung zum Urologen und ist außerplanmäßiger Professor mit Lehrauftrag für Urologie an der Goethe-Universität Frankfurt am Main. Von 1997 bis 2000 war er Stipendiat der Ernst und Berta Grimmke-Stiftung.
Neben zahlreichen wissenschaftlichen Artikeln hat er ein Buch für medizinische Laien zum Thema Krebs verfasst.

## Schriften (Auszug)

### Hochschulschriften
- Modifikation und Etablierung der Alkalische Phosphatase Anti-Alkalische Phosphatase (APAAP) Methode zur Darstellung des Multidrogen Resistenz-Phänome assoziierten P-Glykoproteins. Dissertationsschrift. Hamburg 1994.
- Angiogenese und Antiangiogenese des Blasenkarzinoms. Habilitationsschrift. Frankfurt am Main 2003.

### Artikel
- mit A. Fernandez u. a.: Effect of antiangiogenic therapy on slowly growing, poorly vascularized tumors in mice. In: Journal of the National Cancer Institute. Band 93, Nummer 5, März 2001, ISSN 0027-8874, S. 382–387, PMID 11238700.
- mit W. Bentas u. a.: Reduced plasma levels of coagulation factors in relation to prostate cancer. In: The Prostate. Band 53, Nummer 2, Oktober 2002, ISSN 0270-4137, S. 160–167, doi:10.1002/pros.10142, PMID 12242731.
- mit T. Engl u. a.: Clinical relevance of serum angiogenic activity in patients with transitional cell carcinoma of the bladder. In: Journal of cellular and molecular medicine. Band 9, Nummer 3, 2005 Jul.–Sep., ISSN 1582-1838, S. 655–661, PMID 16202212.
- mit T. Engl u. a.: An endogenous inhibitor of angiogenesis derived from a transitional cell carcinoma: clipped beta2-glycoprotein-I. In: Annals of Surgical Oncology. Band 13, Nummer 9, September 2006, ISSN 1068-9265, S. 1241–1251, doi:10.1245/s10434-006-9009-9, PMID 16955386.
- mit T. Engl u. a.: Expression of angiogenesis inhibitors in human bladder cancer may explain rapid metastatic progression after radical cystectomy. In: International journal of molecular medicine. Band 23, Nummer 2, Februar 2009, ISSN 1107-3756, S. 261–266, PMID 19148551.
- mit E. M. Ringel u. a.: Plasmin-clipped beta(2)-glycoprotein-I inhibits endothelial cell growth by down-regulating cyclin A, B and D1 and up-regulating p21 and p27. In: Cancer letters. Band 296, Nummer 2, Oktober 2010, ISSN 1872-7980, S. 160–167, doi:10.1016/j.canlet.2010.04.010, PMID 20435405.

### Bücher
- Das kleine Buch vom Krebs. Scoventa, Bad Vilbel 2013, ISBN 978-3-942073-18-9.